# Castro dei Volsci
Castro dei Volsci település Olaszországban, Lazio régióban, Frosinone megyében. Lakosainak száma 4465 fő (2023. január 1.). Castro dei Volsci Amaseno, Ceccano, Ceprano, Falvaterra, Lenola, Pastena, Pofi, Vallecorsa és Villa Santo Stefano községekkel határos.

## Népesség
A település lakossága az elmúlt években az alábbi módon változott:
| Lakosok száma | 4756 | 4740 | 4465 |
|               | 2017 | 2018 | 2023 |